# Vlag van Indre

Vlag van Indre

De vlag van Indre is de niet-officiële vlag van het Franse departement Indre. Net als de meeste andere departementen van Frankrijk heeft Indre geen officiële vlag, maar wordt de hier rechts afgebeelde vlag op niet-officiële wijze gebruikt. De vlag is afgeleid van het wapen van dit departement.
De vlag die luidt als volgt: Blauw, met een witte golvende dwarsbalk tussen drie gouden lelis; een uitgeschulpte zoom van rood.
Het ontwerp toont die van de voormalige provincie Berry, met een golvende dwarsbalk die de rivier de Indre voorstelt. De vlag is geïnspireerd op het ontwerp van het wapen dat in de jaren 1950 is voorgesteld door Robert Louis.

Vlag van Berry